# Macrodactylus nigripes
Macrodactylus nigripes är en skalbaggsart som beskrevs av Bates 1887. Macrodactylus nigripes ingår i släktet Macrodactylus och familjen Melolonthidae. Inga underarter finns listade i Catalogue of Life.